# CHRIS-Studie
Die CHRIS-Studie (Cooperative Health Research in South Tyrol – Kooperative Gesundheitsforschung in Südtirol) ist eine Kohortenstudie und Langzeitstudie im Vinschgau in Südtirol, bei der 13.393 volljährige Menschen zu ihren Lebensumständen und ihrer Krankheitsgeschichte befragt und medizinisch untersucht wurden. Die Studie begann im August 2011 und der Beginn der zweiten Untersuchung ist im April 2019. Ziel der Studie ist die detaillierte Erforschung häufiger Volkskrankheiten, mit Fokus auf neurologische Erkrankungen, Herz-Kreislauf-Erkrankungen und Stoffwechselerkrankungen.
Die Studie untersucht die Entstehung von Krankheiten inklusive der Risikofaktoren, die diese Entstehung begünstigen. Darüber hinaus soll ermittelt werden, welche Rolle Gene und Umwelteinflüsse, denen der Mensch ausgesetzt ist, sowie sein Lebensstil und soziale Faktoren spielen. Auf der Basis der Ergebnisse der Studie sollen Maßnahmen und Strategien zu einer verbesserten Vorbeugung, Früherkennung und Behandlung von Krankheiten entwickelt werden.

## Trägerschaft und Finanzierung
Die Studie ist ein gemeinsames interdisziplinäres Vorhaben vom Institut für Biomedizin von Eurac Research in Zusammenarbeit mit dem Südtiroler Sanitätsbetrieb. Die CHRIS-Studie wird im Rahmen der Grundfinanzierung von Eurac Research durch die Abteilung Innovation, Forschung, Entwicklung und Genossenschaften der Autonomen Provinz Bozen – Südtirol finanziert.

## Erste Untersuchung (2011–2018)
Die Studie wurde im CHRIS-Zentrum im Krankenhaus Schlanders durchgeführt in dem täglich vormittags bis zu 10 Teilnehmer untersucht wurden. Nach der Terminvereinbarung wurde den interessierten Personen eine umfangreiche Aufklärung zur vorgesehenen Untersuchung und ein Ernährungsfragebogen zugesendet. Anhand dieser und weiterer Informationen (Informationsfilm) unterschrieb der Teilnehmer zu Beginn des Untersuchungstages eine Informierte Einwilligung. Anschließend wurde folgendes Untersuchungsprogramm durchgeführt:
- Blutabnahme und Urinprobe (es werden insgesamt 73 klinische Parameter gemessen)
- Ausführliches Elektrokardiogramm,
- Messen der Körpergröße, des Körpergewichts, der Körperzusammensetzung (Impedanzanalyse),
- Messen des Blutdrucks,
- Bestimmung der Druckschmerzschwelle,
- Untersuchungen zu Bewegungsstörungen sowie zu altersbedingten Krankheiten,
- Ausführliches Gespräch über den eigenen Gesundheitszustand, Lebensgewohnheiten (Bewegung, Ernährung, Umwelteinflüsse) und die Krankengeschichte.

## Zweite Untersuchung (2019-)
Alle 13.393 Teilnehmer an der ersten Untersuchung sind eingeladen mit einem Mindestabstand zwischen den Untersuchungen teilzunehmen. Der genaue Ablauf wurde noch nicht veröffentlicht. Es ist geplant mehr instrumentelle Messungen durchzuführen, um mehr Informationen über den Gesundheitszustand der Teilnehmer zu erhalten.

## Wissenschaftliche Besonderheiten
In Europa und international gibt es zahlreiche andere Bevölkerungsstudien. Die CHRIS-Studie weist folgende spezifischen Merkmale auf:
- Homogenität des Einzugsgebietes in den Alpen und der Umweltfaktoren für die Zielbevölkerung,
- Teilnehmer sind vor allem Familien, mehrere Generationen einer Familie, Homogenität der Abstammung der Zielbevölkerung,[4]
- Nähe zwischen Forschern und Teilnehmern,
- Enge Zusammenarbeit mit Hausärzten und Krankenhaus vor Ort,
- Die Auswahl der Untersuchungen orientiert sich am Aufbau anderer europäischer Studien, um die Daten grundsätzlich vergleichbar zu machen,
- Im Lauf der Studie werden alle Bioproben in der Biobank Südtirol gesammelt und gelagert und stehen für die wissenschaftliche Forschung zur Verfügung.[5]
- Sehr hohe Beteiligung der Zielbevölkerung im Vinschgau mit 13.393 von etwa 30.000 Einwohnern (~ 44 %).

## Datenschutz und Ethik
Aufbauend auf den Erfahrungen in der GenNova-Studie (umgesetzt 2002/03, 1.300 Personen in Martelltal, Stilfs und Langtaufers) wurde vor Beginn der Untersuchungen ein Ethikprotokoll aufgesetzt, auf Basis dessen eine Einverständniserklärung (Informierte Einwilligung) und der Datenschutz umgesetzt sind. Die Rechte, Entscheidungen zu ändern, die Zustimmung zur Teilnahme zu widerrufen und die Daten oder Proben zu vernichten, sind im Ethikprotokoll definiert. Der Austausch mit Forschungspartnern innerhalb der internationalen Wissenschaftsgemeinschaft erfolgt ausschließlich nach Genehmigung einer vorheriger Anfrage gemäß den Regelungen für den Zugriff auf Daten und Proben.

## Aktivitäten und Initiativen
Zur Information der interessierten Bevölkerung wurden in den Gemeinden von 2011 bis 2017 Informationsveranstaltungen abgehalten. In Zusammenarbeit mit Vertretern von Vinschger Verbänden wurde 2015 die Gesundheitsinitiative „Tu’s einfach!“ gegründet, welche im selben Jahr und 2017 einen Gesundheitstag abgehalten hat. Zum Abschluss der ersten Studienphase und vor Beginn der zweiten Studienphase gab es Ende 2018 eine Informations-Tagung Gemeinsam für die Gesundheit aller!.